# Золотой дождь (альбом)
«Золото́й дождь» (якут. Көмүс ардах) — студийный альбом, записанный якутской рок-группой «Чолбон» в 2000 году и выпущенный фирмой Duoraan Records. Альбом вышел после долгого перерыва — предыдущая работа группы («Про́клятый камень») — была издана восемь лет назад в 1992 году. В записи альбома «Золотой дождь» принимали участие музыканты группы «Дапсы». Помимо новых песен в альбом также включена композиция Г. Ильина «Кто скажет?» («Ким этиэй?»), записанная ещё в 1987 году на альбоме «Мечтания под Луной» («Ый анныгар санаа») и включённая в 1989 году в концертную программу группы «Чолбон» на московском фестивале андеграунда «СыРок».
В год выхода альбома «Золотой дождь» умер солист группы Никифор Семёнов.

## Список композиций
| №  | Название                                | Автор(ы)                           | Длительность |
| -- | --------------------------------------- | ---------------------------------- | ------------ |
| 1. | «Көмүс ардах» (Золотой дождь)           | Г. Ильин, С. Архипов               | 5:46         |
| 2. | «Күһүҥҥү тыал» (Осенний ветер)          | Г. Ильин                           | 2:55         |
| 3. | «Барыта этэҥҥэ» (Всё в порядке)         | Н. Семёнов                         | 3:03         |
| 4. | «Ким этиэй?» (Кто скажет?)              | Г. Ильин                           | 6:55         |
| 5. | «Төлөрүйбэт төлкөм» (Неизбежная судьба) | Ю. Васильев, В. Гуляев, С. Архипов | 3:01         |

| №  | Название                                            | Автор(ы)                                    | Длительность |
| -- | --------------------------------------------------- | ------------------------------------------- | ------------ |
| 1. | «Санаа кулута» (Раб желаний)                        | Ю. Васильев, Г. Ильин                       | 6:04         |
| 2. | «Итирик түүл» (Пьяный сон)                          | А. Ильин, И. Тюляхов                        | 5:33         |
| 3. | «Арахсыы» (Расставание)                             | А. Ильин, М. Тумусов                        | 3:47         |
| 4. | «Миигин ыраах айан күүтэр» (Меня ждёт далёкий путь) | А. Ильин, Ю. Васильев, Г. Ильин, С. Архипов | 6:14         |

## Участники записи
- Григорий Ильин — гитара, вокал
- Никифор Семёнов — вокал
- Александр Ильин — гитара, вокал

Также в записи принимали участие
- Георгий Сергучёв — саксофон, флейта («Дапсы»)
- Василий Фёдоров — ударные («Дапсы»)
- Николай Осипов — бас-гитара («Дапсы»)

Дизайн
- Фото — Валентин Лонгинов
- Дизайн — Владимир Дойдуков